# Sonderkraftfahrzeug
Sonderkraftfahrzeug (Sd.Kfz.; z niem. "pojazd specjalnego przeznaczenia" lub "specjalny pojazd silnikowy") – oznaczenie niemieckich pojazdów bojowych z okresu przed II wojną światową i II wojny światowej. 
Część pojazdów oznaczanych numerami Sd.Kfz. miała ponadto inne, częściej używane oznaczenia lub nazwy własne (głównie czołgi i działa samobieżne), jak np. Sd.Kfz.101 - czołg lekki PzKpfw I. Inne pojazdy bojowe natomiast oznaczane były jedynie numerami Sd.Kfz.
| Sd.Kfz.    | Nazwa pojazdu                                                                 | Typ pojazdu                                     | Inne nazwy                     |
| ---------- | ----------------------------------------------------------------------------- | ----------------------------------------------- | ------------------------------ |
| 2          | kl. Kettenkraftrad                                                            | motocykl gąsienicowy                            |                                |
| 2/1        | kl. Kettenkraftrad für Feldkernkabel                                          | motocykl gąsienicowy (telefoniczny)             |                                |
| 2/2        | kl. Kettenkraftrad für schweres Feldkernkabel                                 | motocykl gąsienicowy (telefoniczny)             |                                |
| 3          | Sd.Kfz. 3                                                                     | samochód pancerny                               |                                |
| 3a         | Gleiskettenlastkraftwagen 2t (LKW) 'Maultier' (Opel-Ausf.)                    | transporter półgąsienicowy                      |                                |
| 3b         | Gleiskettenlastkraftwagen 2t (LKW) 'Maultier' (Ford-Ausf.)                    | transporter półgąsienicowy                      |                                |
| 3c         | Gleiskettenlastkraftwagen 2t (LKW) 'Maultier' (Klockner-Humboldt-Deutz-Ausf.) | transporter półgąsienicowy                      |                                |
| 4          | s. Gleiskettenlastkraftwagen 4t (LKW) 'Maultier'                              | transporter półgąsienicowy                      |                                |
| 4          | Munitionskraftwagen für Nebelwerfer                                           | transporter amunicyjny                          |                                |
| 4/1        | 15cm Nebelwerfer-Ziehnling 42 auf 2t Maultier                                 | samobieżna wyrzutnia rakietowa                  | 15cm Panzerwerfer 42 auf Sf    |
| 6          | m. Zugkraftwagen 5t Pioniere                                                  | ciągnik inżynieryjny                            |                                |
| 6          | 76.2 mm FK36(r) auf Panzerjäger Sf Zgkw.5t                                    | samobieżna armata ppanc                         |                                |
| 6/1        | m. Zugkraftwagen 5t Artillerie                                                | ciągnik artyleryjski                            |                                |
| 6/2        | Selbstfahrlafette mit 3,7cm FlaK 36                                           | samobieżna armata plot                          |                                |
| 7          | mittlerer Zugkraftwagen 8t                                                    | ciągnik artyleryjski                            |                                |
| 7          | Gepanzerter Zugkraftwagen 8t                                                  | ciągnik opancerzony                             |                                |
| 7/1        | Selbstfahrlafette mit 2cm Flakvierling                                        | samobieżna armata plot                          |                                |
| 7/2        | Selbstfahrlafette mit 3,7cm FlaK 36                                           | samobieżna armata plot                          |                                |
| 7/5        | 7.62cm(r) Pak auf Zugkraftwagen 8t                                            | samobieżna armata ppanc                         | "Artemis"                      |
| 7/6        | FlaKmeßtruppkraftwagen                                                        | pojazd obserwacyjny artylerii plot              |                                |
| 7/9        | Feuerleitpanzerfahrzeug für V-2 Raketen auf Zgkw.8t                           | pojazd dowodzenia                               | V-2 Kontrollwagen              |
| 8          | s. Zugkraftwagen 12t                                                          | ciągnik artyleryjski                            |                                |
| 9          | s. Zugkraftwagen 18t 'FAMO'                                                   | ciągnik artyleryjski                            |                                |
| 9/1        | Drehkran auf Zugkraftwagen 18t 'FAMO'                                         | samobieżny dźwig                                | Hebekraft 6t                   |
| 9/2        | Drehkran auf Zugkraftwagen 18t 'FAMO'                                         | samobieżny dźwig                                | Hebekraft 10t                  |
| 10         | le. Zugkraftwagen 1t                                                          | ciągnik artyleryjski                            |                                |
| 10/1       | le. Gasspürkraftwagen                                                         | pojazd rozpoznania chemicznego                  |                                |
| 10/2       | le. Entgiftungskraftwagen                                                     | transporter obrony chemicznej                   |                                |
| 10/3       | le. Sprühkraftwagen                                                           | pojazd odkażający                               |                                |
| 10/4       | le. Selbstfahrlafette mit 2cm FlaK 30                                         | samobieżna armata plot                          | Demag D7                       |
| 10/5       | le. Selbstfahrlafette mit 2cm FlaK 38                                         | samobieżna armata plot                          |                                |
| 11         | le. Zugkraftwagen 3t                                                          | ciągnik artyleryjski                            |                                |
| 11/1       | Nebelkraftwagen                                                               | ciągnik artyleryjski                            |                                |
| 11/2       | m. Entgiftungskraftwagen                                                      | transporter obrony chemicznej                   |                                |
| 11/3       | m. Sprühkraftwagen                                                            | pojazd odkażający                               |                                |
| 11/4       | Nebelkraftwagen                                                               | ciągnik artyleryjski                            |                                |
| 11/5       | m. Gasspürkraftwagen                                                          | pojazd rozpoznania chemicznego                  |                                |
| 13         | Maschinengewehrkraftwagen                                                     | pojazd rozpoznawczy                             |                                |
| 14         | Maschinengewehrkraftwagen                                                     | pojazd rozpoznawczy                             |                                |
| 101        | Panzerkampfwagen I Ausf. A, B                                                 | czołg lekki                                     |                                |
| 101        | 4.7cm PaK (T) (SF1) Auf PzKpfw I Ausf.B                                       | niszczyciel czołgów                             | Panzerjäger I                  |
| 101        | Panzerkampfwagen I Ausf. A ohne Aufbau                                        | pojazd szkoleniowy                              |                                |
| 101        | Panzerkampfwagen I Ausf. B ohne Aufbau                                        | pojazd szkoleniowy                              |                                |
| 111        | gep Munitionsschlepper auf PzKpfw I                                           | transporter amunicyjny                          |                                |
| 111        | kl. Panzerbefehlswagen                                                        | pojazd dowodzenia                               |                                |
| 121        | Panzerkampfwagen II Ausf. a1-a3, b, c, A-F                                    | czołg lekki                                     |                                |
| 122        | Panzerkampfwagen II Flamm                                                     | czołg lekki z miotaczem ognia                   | Flammpanzer II                 |
| 123        | Panzerkampfwagen II Ausf.L                                                    | czołg lekki                                     | "Luchs"                        |
| 124        | leFH 18/2 auf Fgst PzKpfw II(Sf)                                              | samobieżna haubica                              | "Wespe"                        |
| 131        | 7.5cm PaK 40/2 auf Fgst PzKpfw II (Sf)                                        | samobieżna armata ppanc                         | "Marder II", Panzerjäger II    |
| 132        | 7.62cm PaK(r) auf Fgst PzKpfw II (Sf)                                         | samobieżna armata ppanc                         | "Marder II", Panzerjäger II    |
| 135        | 7.5cm PaK 40/1 auf Lorraine Schlepper(f)                                      | samobieżna armata ppanc                         | "Marder II"                    |
| 135/1      | 15cm sFH 13 Selbstfahrlafette Lorraine                                        | samobieżna haubica                              |                                |
| 136        | Bergepanzer 38                                                                | pojazd ewakuacyjny                              |                                |
| 138        | Panzerjäger 38(t) für 7.5cm PaK40/3 Ausf. H, M                                | niszczyciel czołgów                             | "Marder III"                   |
| 138        | Munitionspanzer 38(t) (Sf) Ausf.K                                             | transporter amunicyjny                          |                                |
| 138/1      | 15cm sIG 33 auf Geschützwagen 38(t)                                           | samobieżna armata                               | "Grille"                       |
| 139        | Panzerjäger 38(t) für 7.62cm PaK36(r)                                         | samobieżna armata ppanc                         | "Marder III"                   |
| 140        | Flakpanzer 38(t) auf Selbstfahrlafette 38(t)                                  | samobieżna armata plot                          | "Gepard"                       |
| 140/1      | Aufklärungspanzer 38(t)                                                       | lekki czołg rozpoznawczy                        |                                |
| 141        | Panzerkampfwagen III Ausf. A-G                                                | czołg średni                                    |                                |
| 141/1      | Panzerkampfwagen III Ausf. J, L, M                                            | czołg średni                                    |                                |
| 141/2      | Panzerkampfwagen III Ausf. N                                                  | czołg średni                                    |                                |
| 141/3      | Panzerkampfwagen III (Fl)                                                     | czołg średni z miotaczem ognia                  | Flammpanzer III                |
| 142        | gep Sf für Sturmgeschütz 7.5cm Kanone Ausf. A-E                               | samobieżna armata ppanc                         | StuG III 7,5 L/24              |
| 142/1      | gep Sf für Sturmgeschütz 40 Ausf. F, F/8, G                                   | samobieżna armata ppanc                         |                                |
| 142/2      | gep Sf für Sturmhaubitze 42                                                   | samobieżna haubica                              | StuH 42                        |
| 143        | Artillerie-Panzerbeobachtungswagen                                            | pojazd obserwacyjny artylerii                   | PzBeobWg III                   |
| 144        | Bergepanzer III                                                               | pojazd ewakuacyjny                              |                                |
| 161        | Panzerkampfwagen IV Ausf. A-F                                                 | czołg średni                                    |                                |
| 161/1      | Panzerkampfwagen IV Ausf. F2, G                                               | czołg średni                                    |                                |
| 161/2      | Panzerkampfwagen IV Ausf. H,J                                                 | czołg średni                                    |                                |
| 161/2      | Munitionpanzer IV                                                             | transporter amunicyjny                          |                                |
| 161/2      | Bergepanzer IV                                                                | pojazd ewakuacyjny                              |                                |
| 161/3      | 3,7cm FlaK auf PzKpfw IV (Sf)                                                 | samobieżna armata plot                          | "Möbelwagen"                   |
| 161/4      | 2cm Flakvierling auf PzKpfw IV (Sf)                                           | samobieżna armata plot                          | "Wirbelwind"                   |
| 162        | Sturmgeschütz nA mit 7.5cm PaK 39 L/48                                        | niszczyciel czołgów                             | Jagdpanzer IV                  |
| 162/1      | Sturmgeschütz nA mit 7,5 cm Pak 42 L/70                                       | niszczyciel czołgów                             | Jagdpanzer IV (V)              |
| 162/2      | Sturmgeschütz IV mit 7,62cm SK                                                | niszczyciel czołgów                             | Jagdpanzer IV (V)              |
| 164        | 8.8cm PaK 43/1 auf Fgst PzKpfw III, IV                                        | samobieżna armata ppanc                         | "Hornisse", "Nashorn"          |
| 164        | Bergepanzer IV                                                                | pojazd ewakuacyjny                              |                                |
| 165        | 15cm s. Panzerhaubitze 18/1 auf Fgst PzKpfw III,IV (Sf)                       | samobieżna haubica                              | "Hummel"                       |
| 165/1      | 10.5 cm leFH 18/1(Sf) auf Geschützwagen IVb                                   | samobieżna haubica                              |                                |
| 166        | Sturmhaubitze 43 L/12 auf Fgst PzKpfw IV (Sf)                                 | samobieżna haubica                              | "Brummbär"                     |
| 167        | Sturmgeschütz IV L/48                                                         | niszczyciel czołgów                             |                                |
| 168        | Befehlspanzer III                                                             | pojazd dowodzenia                               |                                |
| 171        | Panzerkampfwagen V Ausf. A, D, G                                              | czołg średni                                    | "Panther"                      |
| 172        | Sturmgeschütz für 8,8cm StuK 43 auf Fgst Panther                              | niszczyciel czołgów                             |                                |
| 173        | Panzerjäger Panther für 8,8cm Pak 43/3,4 (Sf) L/71                            | niszczyciel czołgów                             | "Jagdpanther"                  |
| 179        | Bergepanzer V                                                                 | wóz ewakuacyjny                                 | "Bergepanther"                 |
| 181        | Panzerkapmfwagen VI Ausf. H1 (E)                                              | czołg ciężki                                    | "Tiger"                        |
| 182        | Panzerkampfwagen VI Ausf. B                                                   | czołg ciężki                                    | "Tiger II", "Königstiger"      |
| 184        | Panzerjäger Tiger (P) für 8,8 cm Pak 43/2                                     | niszczyciel czołgów                             | "Elefant", "Ferdinand"         |
| 185        | Panzerjäger Tiger für 8,8 cm Pak 43/3                                         | niszczyciel czołgów                             | "Jagdtiger"                    |
| 186        | Panzerjäger Tiger für 12,8 cm Pak 44 L/55                                     | niszczyciel czołgów                             | "Jagdtiger"                    |
| 204(f)     | Panhard 178                                                                   | pojazd rozpoznawczy                             | P 204 (f)                      |
| 220        | le. Panzerspähwagen MG Prototyp Vorgänger des 221                             | pojazd rozpoznawczy                             |                                |
| 221        | le. Panzerspähwagen (MG)                                                      | pojazd rozpoznawczy                             |                                |
| 222        | le. Panzerspähwagen (2cm)                                                     | pojazd rozpoznawczy                             |                                |
| 223        | le. Panzerspähwagen (Fu)                                                      | pojazd rozpoznawczy (telekomunikacyjny)         |                                |
| 231        | s. Panzerspähwagen 6-rad                                                      | pojazd rozpoznawczy                             |                                |
| 231        | s. Panzerspähwagen 8-rad                                                      | pojazd rozpoznawczy                             |                                |
| 232        | s. Panzerspähwagen 6-rad (Fu)                                                 | pojazd rozpoznawczy (telekomunikacyjny)         |                                |
| 232        | s. Panzerspähwagen 8-rad (Fu)                                                 | pojazd rozpoznawczy (telekomunikacyjny)         |                                |
| 233        | s. Panzerspähwagen (7,5 cm KwK 37 L/24)                                       | pojazd rozpoznawczy                             |                                |
| 234/1      | s. Panzerspähwagen (2 cm)                                                     | pojazd rozpoznawczy                             |                                |
| 234/2      | s. Panzerspähwagen (5 cm KwK 39 L/60)                                         | pojazd rozpoznawczy                             | "Puma"                         |
| 234/3      | s. Panzerspähwagen (7,5 cm KwK 51 L/24)                                       | pojazd rozpoznawczy                             |                                |
| 234/4      | s. Panzerspähwagen (7,5 cm Pak 40 L/46)                                       | samobieżne działo przeciwpancerne               |                                |
| 247        | s. geländegängiger gep Personenkraftwagen Ausf. A, B                          | transporter opancerzony                         |                                |
| 250        | le. Schützenpanzerwagen                                                       | transporter opancerzony                         |                                |
| 250/1-I    | le. Schützenpanzerwagen (Fu)                                                  | transporter opancerzony (radiokomunikacyjny)    | Gerät 891                      |
| 250/1-II   | le. Schützenpanzerwagen (Kabelleger)                                          | transporter opancerzony (telefoniczny)          | Gerät 891                      |
| 250/2      | le. Fernsprechwagen                                                           | transporter opancerzony (telefoniczny)          | Gerät 892                      |
| 250/3-I    | le. Funkpanzer                                                                | transporter opancerzony (radiokomunikacyjny)    | Gerät 893                      |
| 250/3-II   | le. Funkpanzer                                                                | transporter opancerzony (radiokomunikacyjny)    |                                |
| 250/3-III  | le. Funkpanzer                                                                | transporter opancerzony (radiokomunikacyjny)    |                                |
| 250/3-IV   | le. Funkpanzer                                                                | transporter opancerzony (radiokomunikacyjny)    |                                |
| 250/4      | le. Truppenluftschützpanzerwagen                                              | transporter opancerzony                         | Gerät 894 mit Zwillingslafette |
| 250/5-I    | le. Beobachtungspanzerwagen                                                   | pojazd obserwacyjny artylerii                   | Gerät 895                      |
| 250/5-II   | le. Aufklärungspanzerwagen                                                    | pojazd rozpoznawczy                             | Gerät 895                      |
| 250/6      | le. Munitionspanzerwagen für StuG 7.5 cm                                      | transporter amunicyjny                          | Gerät 896                      |
| 250/6      | le. Munitionspanzerwagen für StuG 40                                          | transporter amunicyjny                          | Gerät 896                      |
| 250/7      | le. Schützenpanzerwagen (s. Granatwerfer)                                     | transporter opancerzony z moździerzem           | Gerät 897                      |
| 250/7      | le. Schützenpanzerwagen (Munitionsfahrzeug)                                   | transporter amunicyjny                          |                                |
| 250/8      | le. Schützenpanzerwagen mit 7,5 cm KwK 37                                     | transporter opancerzony z armatą piechoty       | Gerät 898                      |
| 250/9      | le. Schützenpanzerwagen 2cm KwK 38                                            | transporter opancerzony z armatą ppanc          | Gerät 883                      |
| 250/10     | le. Schützenpanzerwagen 3,7cm PaK 36                                          | transporter opancerzony z armatą ppanc          | Gerät 881                      |
| 250/11     | le. Schützenpanzerwagen s. Panzerbüchse 41                                    | transporter opancerzony z armatą ppanc          | Gerät 882                      |
| 250/12     | le. Meßtruppanzerwagen                                                        | pojazd namiarowy artylerii                      | Gerät 899                      |
| 251/1-I    | m. Schützenpanzerwagen (Interkom)                                             | transporter opancerzony                         | Gerät 901                      |
| 251/1-II   | m. Schützenpanzerwagen (Fu)                                                   | transporter opancerzony (radiokomunikacyjny)    | Gerät 901                      |
| 251/2      | m. Schützenpanzerwagen (Granatwerfer)                                         | transporter opancerzony z moździerzem           | Gerät 892                      |
| 251/3      | m. Funkpanzerwagen                                                            | transporter opancerzony (radiokomunikacyjny)    | Gerät 893                      |
| 251/3-I    | m. Funkpanzerwagen                                                            | transporter opancerzony (radiokomunikacyjny)    | Gerät 893                      |
| 251/3-II   | m. Funkpanzerwagen                                                            | transporter opancerzony (radiokomunikacyjny)    | Gerät 893                      |
| 251/3-III  | m. Funkpanzerwagen                                                            | transporter opancerzony (radiokomunikacyjny)    | Gerät 893                      |
| 251/3-IV   | m. Funkpanzerwagen (Kommandowagen)                                            | transporter opancerzony (dowodzenia)            | Gerät 893                      |
| 251/3-V    | m. Funkpanzerwagen                                                            | transporter opancerzony (radiokomunikacyjny)    |                                |
| 251/4      | m. SPW mit Munition und Zubehör für leIG18                                    | transporter opancerzony (artyleryjski)          | Gerät 904                      |
| 251/5      | m. Schützenpanzerwagen für Pi Zug                                             | transporter opancerzony (inżynieryjny)          | Gerät 905                      |
| 251/6      | m. Kommandopanzerwagen                                                        | transporter opancerzony (dowodzenia)            | "Kommandopanzerwagen"          |
| 251/7-I    | m. Pionierpanzerwagen                                                         | transporter opancerzony (inżynieryjny)          | Gerät 907                      |
| 251/7-II   | m. Pionierpanzerwagen (andere Funkausrüstung)                                 | transporter opancerzony (inżynieryjny)          | Gerät 907                      |
| 251/8-I    | m. Krankenpanzerwagen                                                         | transporter opancerzony (ambulans)              | Gerät 908                      |
| 251/8-II   | m. Krankenpanzerwagen (andere Funkausrüstung)                                 | transporter opancerzony (ambulans)              | Gerät 908                      |
| 251/9      | m. Schützenpanzerwagen (7,5 cm KwK 37)                                        | transporter opancerzony z armatą piechoty       | Gerät 909, "Stummel"           |
| 251/10     | m. Schützenpanzerwagen (3,7 cm Pak)                                           | transporter opancerzony z armatą ppanc          | Gerät 910                      |
| 251/11     | m. Funksprechpanzerwagen                                                      | transporter opancerzony (radiokomunikacyjny)    | Gerät 911                      |
| 251/12     | m. Meßtrupp- und Gerätepanzerwagen                                            | transporter opancerzony artylerii               | Gerät 912                      |
| 251/13     | m. Schallaufnahmepanzerwagen                                                  | pojazd nasłuchowy artylerii                     | Gerät 913                      |
| 251/14     | m. Schallauswertungspanzerwagen                                               | pojazd nasłuchowy artylerii                     | Gerät 914                      |
| 251/15     | m. Lichtauswertepanzerwagen                                                   | pojazd obserwacyjny artylerii                   | Gerät 915                      |
| 251/16     | m. Flammpanzerwagen                                                           | transporter opancerzony z miotaczem ognia       | Gerät 916                      |
| 251/17     | m. Schützenpanzerwagen mit 2cm FlaK 38                                        | transporter opancerzony z armatą plot           | Gerät 917                      |
| 251/18-I   | m. Beobachtungspanzerwagen                                                    | pojazd obserwacyjny artylerii                   | Gerät 918                      |
| 251/18-Ia  | m. Beobachtungspanzerwagen                                                    | pojazd obserwacyjny artylerii                   | Gerät 918                      |
| 251/18-II  | m. Beobachtungspanzerwagen                                                    | pojazd obserwacyjny artylerii                   | Gerät 918                      |
| 251/18-IIa | m. Beobachtungspanzerwagen                                                    | pojazd obserwacyjny artylerii                   | Gerät 918                      |
| 251/19     | m. Fernsprechbetriebspanzerwagen                                              | transporter opancerzony (telefoniczny)          | Gerät 919                      |
| 251/20     | m. SPW mit Infrarotscheinwerfer                                               | transporter opancerzony z emiterem podczerwieni | Gerät 920; "UHU"               |
| 251/21     | m. SPW mit Fla MG Drilling (1,5 oder 2 cm)                                    | transporter opancerzony z armatą plot           | Gerät 921; "Drilling"          |
| 251/22     | 7,5cm Pak 40 L/46 auf m. Schützenpanzerwagen                                  | transporter opancerzony z armatą ppanc          | Gerät 922; "Pakwagen"          |
| 251/23     | 2cm Hängelafette 38 auf m. Schützenpanzerwagen                                | transporter opancerzony z armatą ppanc          | Gerät 923                      |
| 252        | le. gep Munitionskraftwagen                                                   | transporter amunicyjny                          |                                |
| 253        | le. gep Beobachtungskraftwagen                                                | pojazd obserwacyjny artylerii                   |                                |
| 254        | m. gep Beobachtungskraftwagen                                                 | pojazd obserwacyjny artylerii                   |                                |
| 260        | kl. Panzerfunkwagen (4-Rad)                                                   | pojazd rozpoznawczy                             |                                |
| 261        | kl. Panzerfunkwagen (4-Rad)                                                   | pojazd rozpoznawczy                             |                                |
| 263        | Panzerfunkwagen (6-Rad)                                                       | pojazd rozpoznawczy                             |                                |
| 263        | Panzerfunkwagen (8-Rad)                                                       | pojazd rozpoznawczy                             |                                |
| 265        | kl. Panzerbefehlswagen (Pz I)                                                 | pojazd dowodzenia                               |                                |
| 266        | Panzerbefehlswagen III Ausf. E, H, K                                          | pojazd dowodzenia                               |                                |
| 266        | Panzerbefehlswagen III 5cm KwK L/42                                           | pojazd dowodzenia                               |                                |
| 267        | Panzerbefehlswagen IV                                                         | pojazd dowodzenia                               |                                |
| 267        | Panzerbefehlswagen Panther                                                    | pojazd dowodzenia                               |                                |
| 267        | Panzerbefehlswagen Tiger I                                                    | pojazd dowodzenia                               |                                |
| 267        | Panzerbefehlswagen Tiger II                                                   | pojazd dowodzenia                               |                                |
| 268        | Panzerbefehlswagen III Ausf. D1, E, H, K                                      | pojazd dowodzenia                               |                                |
| 268        | Panzerbefehlswagen III 5cm KwK L/42                                           | pojazd dowodzenia                               |                                |
| 268        | Panzerbefehlswagen Panther                                                    | pojazd dowodzenia                               |                                |
| 268        | Panzerbefehlswagen Tiger I                                                    | pojazd dowodzenia                               |                                |
| 268        | Panzerbefehlswagen Tiger II                                                   | pojazd dowodzenia                               |                                |
| 280        | gep Munitionsschlepper                                                        | transporter amunicyjny                          |                                |
| 300        | Minenräumwagen Ausf. I, II                                                    | pojazd saperski                                 |                                |
| 301        | s. Ladungsträger Ausf. A, B, C                                                | pojazd saperski                                 |                                |
| 302        | le. Ladungsträger Ausf. A                                                     | mina samobieżna                                 | "Goliath"                      |
| 303        | le. Ladungsträger Ausf. B                                                     | mina samobieżna                                 | "Goliath"                      |
| 304        | m. Ladungsträger                                                              | pojazd saperski                                 | "Springer"                     |